# Aalborg
Aalborg ([ˈʌlb̥ɒːˀ]ⓘ o Ålborg) es una ciudad y puerto de Dinamarca, capital de la región de Jutlandia Septentrional. La ciudad encaja con el Limfjord, la vía fluvial que conecta con el mar del Norte y el Kattegat de este a oeste, y que lo separa el cuerpo principal de la península de Jutlandia de la isla de Vendsyssel-Thy de norte a sur.
La ciudad y el municipio homónimo decidieron escoger y mantener la ortografía del nombre como Aalborg, aunque la nueva ortografía es usada en otros contextos, tal como Bahía de Ålborg (Ålborg Bugt), la que atraviesa al este de la península de Jutlandia.
Es la cuarta ciudad más grande de Dinamarca, tras Copenhague, Aarhus y Odense. Los asentamientos de población más tempranos datan en torno al 700 d. C. Su localización junto al Limfjord la convirtió en un importante puerto en la Edad Media y un centro industrial más tarde.
A día de hoy la ciudad vive una transición desde la población industrial de clase trabajadora a una basada en el conocimiento, dado que una de las fuerzas en esta transición es la Universidad de Aalborg, fundada en 1974.
Alberga la Base Aérea de Aalborg, una importante base de la Fuerza Aérea Danesa, y es sede del obispo luterano.
El alcalde de la ciudad es Thomas Kastrup-Larsen del partido político socialdemócrata.

## Alrededores
El área es el paisaje típico del norte de Jutlandia.
Al oeste del Limfjord se ensancha dentro de un lago irregular de agua salada, con orillas pantanosas y muchas islas.
Al noroeste está el Store Vildmose ("Gran Vildmose"), un pantano en donde en ocasiones, en verano, puede verse un espejismo.
Al sureste limita con el similar Lille Vildmose ("Pequeño Vildmose"). El Store Vildmose fue regado y cultivado en los comienzos del siglo XX, y el Lille Vildmose es ahora el terreno pantanoso más grande de Dinamarca.

## La ciudad
Aalborg es la cuarta ciudad más grande de Dinamarca, después de Copenhague, Aarhus y Odense. El municipio de Aalborg tiene 197 426 habitantes (2010), y unos 123 432 de ellos viven en la ciudad de Aalborg. Alberga la Base Aérea de Aalborg, una importante base de la Fuerza Aérea Danesa, y es sede del obispo luterano.
El ferrocarril conecta a Aalborg con Hjørring, Frederikshavn, y Skagen al norte, y con Aarhus y las fronteras de Alemania al sur, como también en Copenhague en el este sobre la isla de Fionia (o Funen).
El puerto es bueno y seguro, aunque de acceso difícil.

## Historia
La historia de la ciudad se remonta a hace mil años. Fue fundada por los vikingos como un punto de comercio gracias a su posición en la desembocadura del Østerå en el Limfjord, donde existe un buen puerto natural. En la ciudad hubo dos asentamientos vikingos y se pueden ver vestigios de ellos en una colina que rodea a la ciudad.
En el siglo XI ya se acuñaban monedas en Aalborg, por lo que puede pensarse que ya era un importante centro comercial
La primera mención de Aalborg se encuentra en una moneda del año 1040 bajo el nombre de Alabu.
Durante la Edad Media la ciudad prosperó y se convirtió en una de las mayores de Dinamarca. Esta prosperidad se vio garantizada cuando en 1516 se le concedió el monopolio de la salazón de arenques.
Recibió los privilegios de ciudad en 1342 y de obispado en 1554.
En el año 1865 se construyó el primer puente sobre el Limfjord. En 1889 llegó el primer ferrocarril a la ciudad.
Durante la invasión alemana de Dinamarca en 1940, el aeródromo de Aalborg fue pronto capturado por paracaidistas alemanes.

### Comienzos

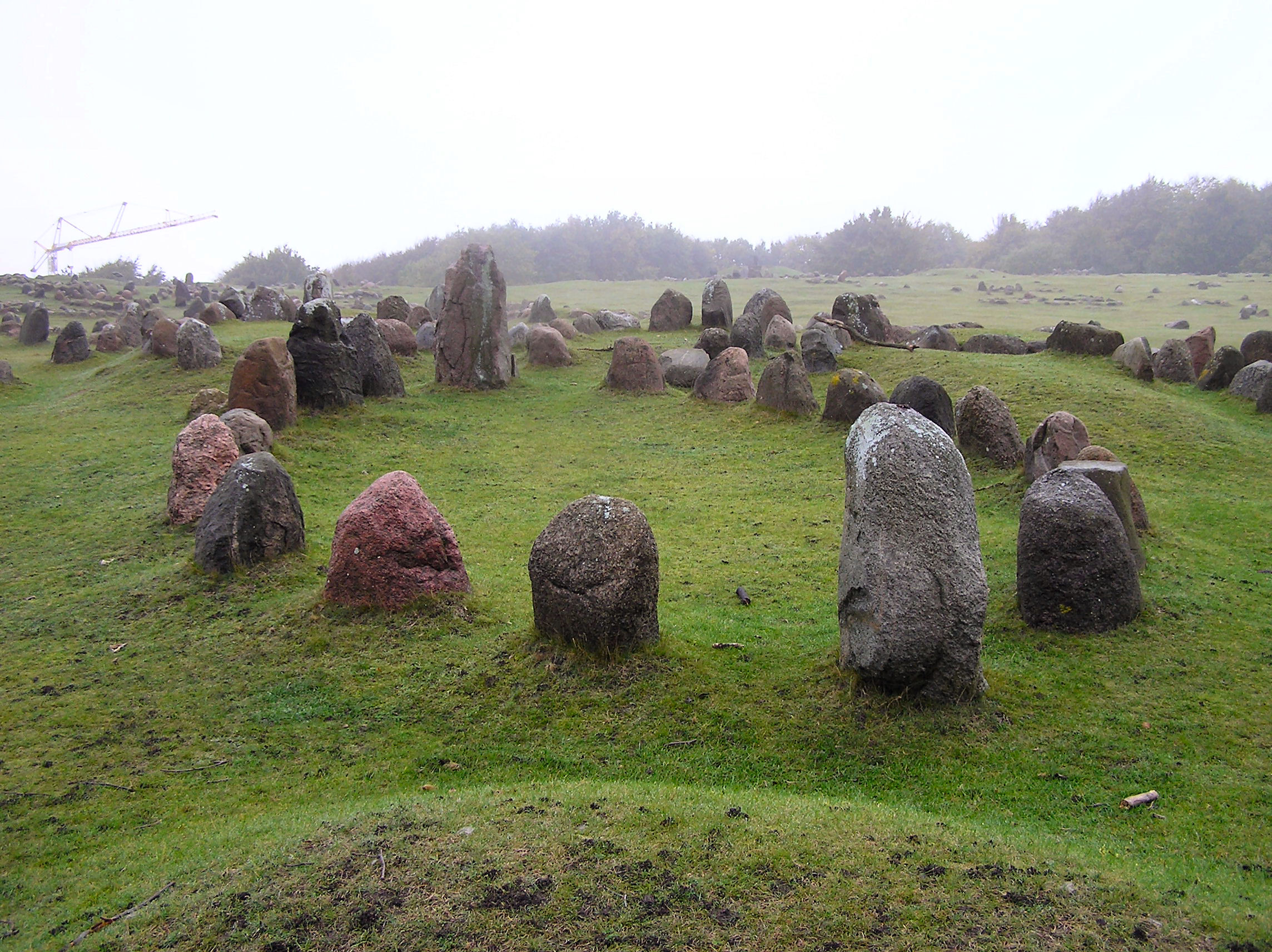
Lindholm Høje.

Aalborg remonta su historia a hace más de mil años. Fue establecida originalmente como un puesto comercial, debido a su posición en el Limfjord. Los lugares de lo que fueron dos asentamientos y un cementerio se pueden ver en Lindholm Høje, una colina que domina la ciudad. Estos grandes asentamientos, uno del siglo VI durante la Edad de Hierro Germánica, el otro es de la época de los vikingos del siglo IX al siglo XI. Estos asentamientos se desarrollaron en el punto más estrecho de Limfjord como resultado del tráfico entre Himmerland al sur y Vendsyssel en el norte.
La primera mención de Aalborg bajo su nombre original Alabu o Alabur se encuentra en las monedas de 1040 aproximadamente, el período en que el rey Harthacnut (Hardeknud) se instaló en el área. En el 1075 aprox. Adán de Bremen informó que Alaburg, como él la llamaba en alemán, fue un importante puerto para los buques que navegaban en Noruega. En el Libro Danés del censo de Valdemar de 1231 se le llamó Aleburgh, que posiblemente significa "la fortaleza por la corriente" como en nórdico antiguo todo significaba un arroyo o corriente y Bur o Burgh, una fortaleza o un castillo. La Iglesia de Nuestra Señora de Aalborg fue construida originalmente a principios del siglo XII, pero fue demolida durante la Reforma. El Convento del Fraile Gris, en el lado este de Østerå, probablemente fuera construido alrededor de 1240, ya que fue documentado en 1268, cuando era un convento franciscano de la Orden de los Frailes Menores, pero al igual que muchos otros monasterios y conventos católicos fueron cerrados en 1530 como resultado de la Reforma.

### Edad Media

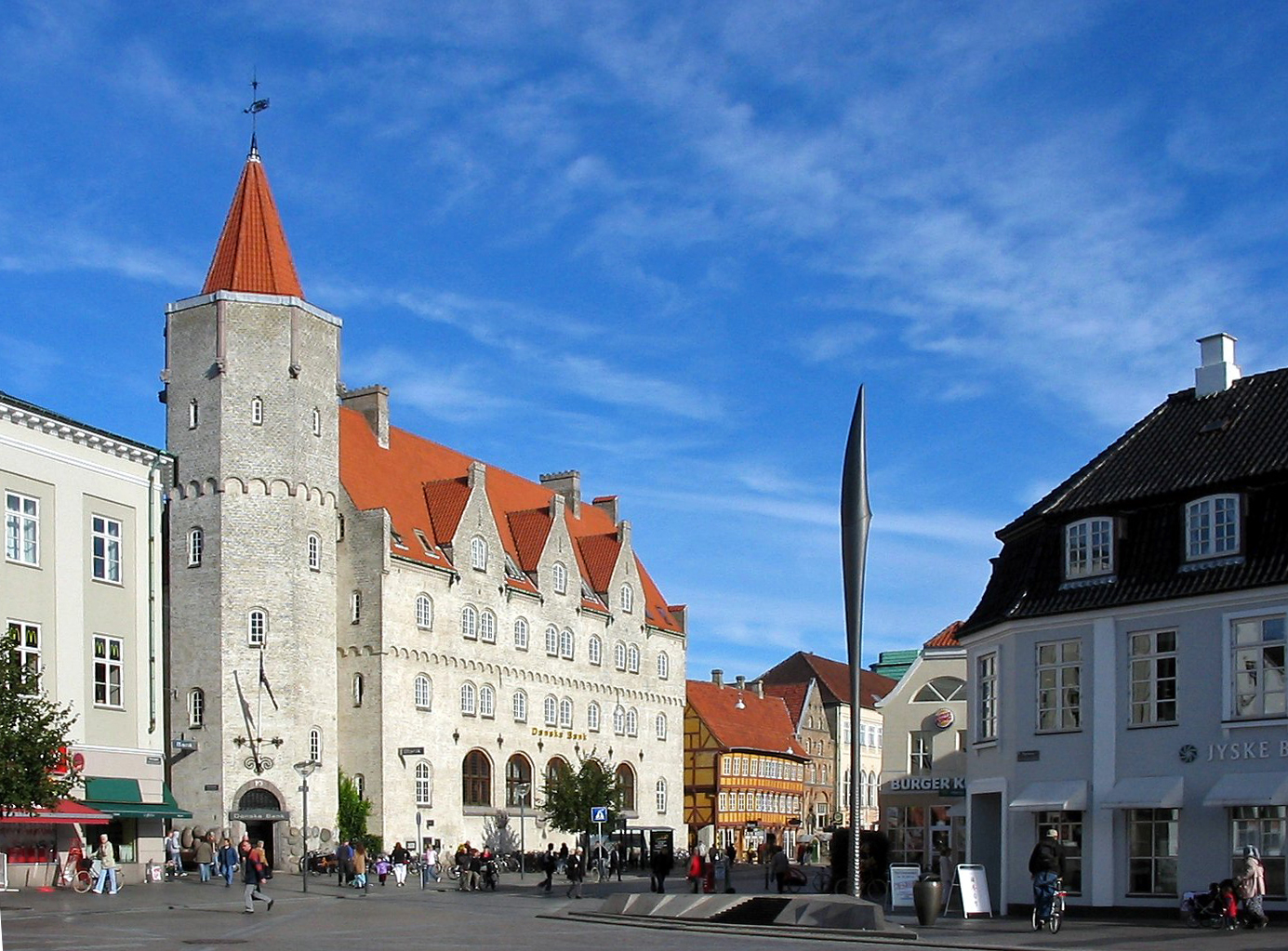
La plaza Nytorv (Plaza Nueva) en Aalborg.

Los privilegios comerciales más tempranos de Aalborg datan de 1342, cuando el rey Valdemar IV recibió la ciudad como parte de su enorme dote al casarse con Helvig de Schleswig. Los privilegios se extendieron con Erico de Pomerania en 1430 y por Cristóbal de Baviera en 1441. La ciudad prosperó, llegando a ser una de las comunidades más grandes de Dinamarca. Su prosperidad aumentó cuando el comercio y la asociación de mercadeo Guds Legems Laug fue establecida en 1481, para facilitar el comercio con la Liga Hanseática, especialmente desde 1516 cuando Cristián II le concedió el monopolio de la salazón en arenques de Limfjord. El rey visitó con frecuencia la ciudad, donde ocupó la corte y se quedó en el viejo Aalborghus. La pesquería de arenques vinculó Aalborg al este de Inglaterra, a través del Mar del Norte, obteniendo tanto competencia comercial como intercambio cultural. Durante la Edad Media se establecieron una serie de instituciones importantes en Aalborg, incluyendo la Catedral Budolfien en el siglo XIV y el Hospital del Espíritu Santo, un monasterio y convento fundado en 1451 para ayudar a los necesitados. Más tarde fue convertido en un hospital durante la Reforma y todavía está en uso hoy en día como una casa de reposo para los ancianos.
En 1530, una gran parte de la ciudad fue destruida por el fuego, y en diciembre de 1534 fue asaltada y saqueada por las tropas del rey después de una revuelta de campesinos conocida como la Guerra del Conde, liderada por Skipper Clement. El resultado fue la muerte de hasta 2000 personas. La Reforma de 1536 trajo consigo la demolición de dos monasterios de la ciudad. Como resultado de la Reforma, Aalborg se convirtió en un obispado luterano en 1554.

### Siglos XVII - XIX

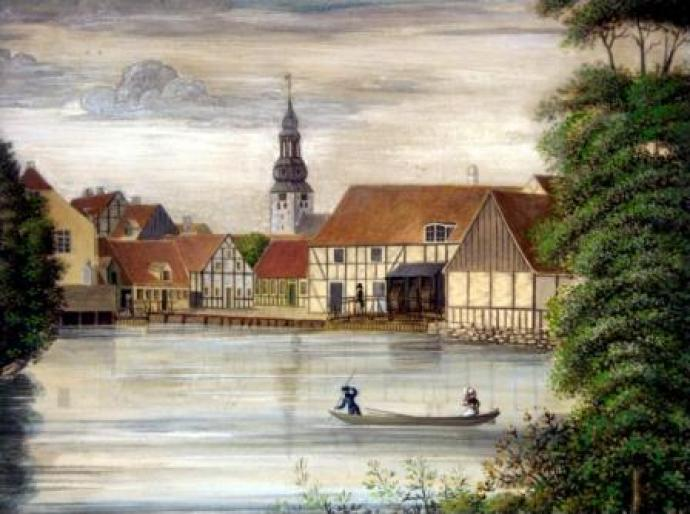
Aalborg en la década de 1830: la pintura de un viejo molino de agua convertida en vino del comerciante Bock que muestra el estanque del molino alimentado desde Østerå.

Desde la década de 1550 a la década de 1640, como resultado de un aumento del comercio exterior, Aalborg gozó de gran prosperidad, solo superada por la de Copenhague. La población creció en paralelo con el desarrollo de muchos edificios de la ciudad cuando los comerciantes se beneficiaron de sus rutas marítimas desde Noruega a Portugal. En 1663, la ciudad sufrió otro grave incendio, que destruyó la torre de la iglesia Budolfi.
Durante la segunda mitad del siglo XVIII, Aalborg entró en un nuevo período de prosperidad. En el Danske Atlas (Atlas Danés) de Erik Pontoppidan fue descrita como "después de Copenhague, la mejor y más próspera ciudad comercial en Dinamarca". La población creció de 4.160 en 1769 a 5.579 en 1801. En 1767, el segundo periódico que se publicó en Dinamarca apareció en la ciudad.
Después de que Dinamarca cediera Noruega a Suecia en 1814, Aalborg perdió su importante papel como el centro del país para el comercio noruego. Su antigua prosperidad también sufrió como consecuencia de las dificultades con la industria del arenque cuando el pez desapareció del mar y tras derrumbarse el Agger Tange (que había unido Thy con el resto de Jutlandia en el extremo occidental de Limfjord) por una tormenta en el Mar del Norte. Las secuelas de la bancarrota del Estado en 1813 también contribuyeron a la pobreza generalizada en la ciudad. A mediados del siglo XIX, Aalborg fue superada por Aarhus como la ciudad más grande de Jutlandia. Hacia el final del siglo XIX se dio sin embargo una recuperación. En 1865, se completó el puente de pontones sobre Limfjord, y en 1869, el ferrocarril llegó a la ciudad con un puente ferroviario hacia Vendsyssel tres años después. También se mejoraron las instalaciones portuarias, lo que hizo de Aalborg el segundo puerto de Dinamarca. Se convirtió en el principal productor del país en productos como el tabaco y las bebidas alcohólicas, seguido en 1890 por los fertilizantes y cemento Para 1901, la población había incrementado a casi 31 500 habitantes.

### La industrialización del siglo XX

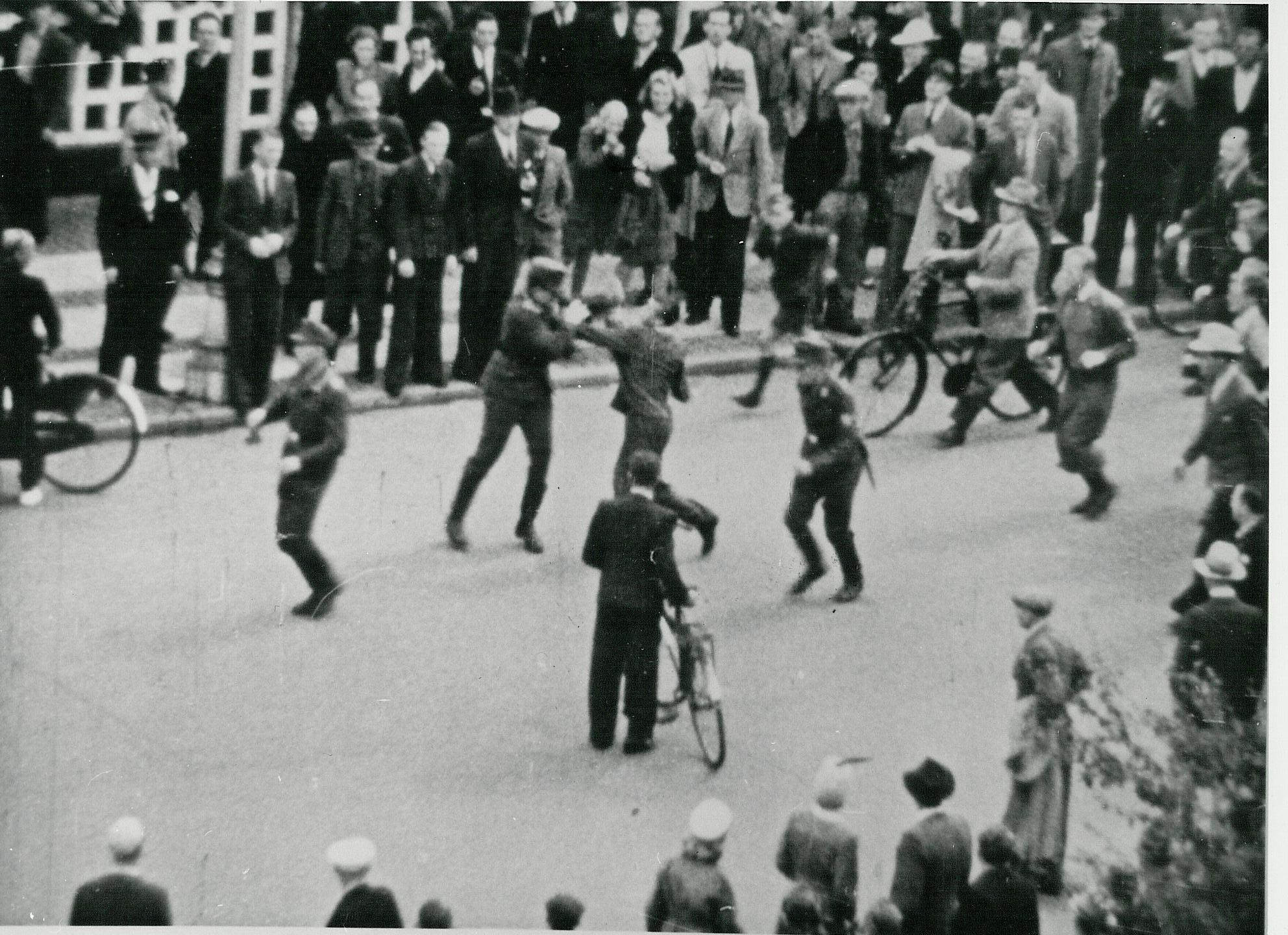
Soldados alemanes en lucha con los ciudadanos de Aalborg (agosto de 1943).

A comienzos del siglo XX, como resultado de las decisiones adoptadas por el municipio, muchas de las casas de entramado de madera de la ciudad fueron derribadas. Fueron reemplazadas por cientos de edificios modernos, cambiando por completo el aspecto de la ciudad. Las fábricas con chimeneas humeantes se hicieron cada vez más frecuentes en las afueras. Entre los más importantes destacan De Danske Spritfabrikker (bebidas alcohólicas y licores), De Forenede Textilfabrikker (textiles), la Sociedad Asiática Oriental (comercio), Dansk Eternit (materiales de construcción) y la fábrica de tabaco de CW Obel (establecida en 1787). Aalborg Portland dirigida por F.L.Smidth fue una de las varias fábricas de cemento que operaban en el año 1913, dando empleo a unos 800 trabajadores. Por la década de 1930, Aalborg se estuvo promoviendo como un "nuevo centro de Dinamarca para la industria y los trabajadores". La reprogramación continuó con vías adicionales de aserraderos por la ciudad. Las instalaciones portuarias también se mejoraron con la ayuda de dragas y aperturas de nuevos muelles. En 1933, Cristián X inauguró un nuevo puente sobre Limfjord para reemplazar el frágil pontón de cruce.
El Aeropuerto de Aalborg, inaugurado oficialmente en 1938 gracias al éxito de la industria del cemento, en realidad se habían operado vuelos a Copenhague desde 1936. Durante la invasión alemana de Dinamarca en 1940, el aeropuerto fue capturado por paracaidistas alemanes en la noche del 21 de abril para que la aviación alemana volara a Noruega. El 13 de agosto de 1940, se pusieron en marcha una docena de bombarderos Bristol Blenheim del Escuadrón 82 de la RAF contra el aeródromo de la Luftwaffe durante una de las más desastrosas incursiones de la Real Fuerza Aérea británica en la guerra. Uno volvió atrás debido a problemas de combustible, pero los 11 restantes fueron derribados por cazas enemigos y/o baterías antiaéreas en unos 20 minutos. Después de la guerra, la Real Fuerza Aérea británica destruyó todas las instalaciones alemanas incluyendo aviones, hangares y equipos pero dejaron las instalaciones de pasajeros intactas.
En 1960, Aalborg fue conocida como la "ciudad de chimeneas humeantes", donde la mitad de los habitantes trabajan en la industria o en la fabricación. Diez años más tarde, la población de Aalborg había crecido a alrededor de 97 000 habitantes.

### Historia reciente

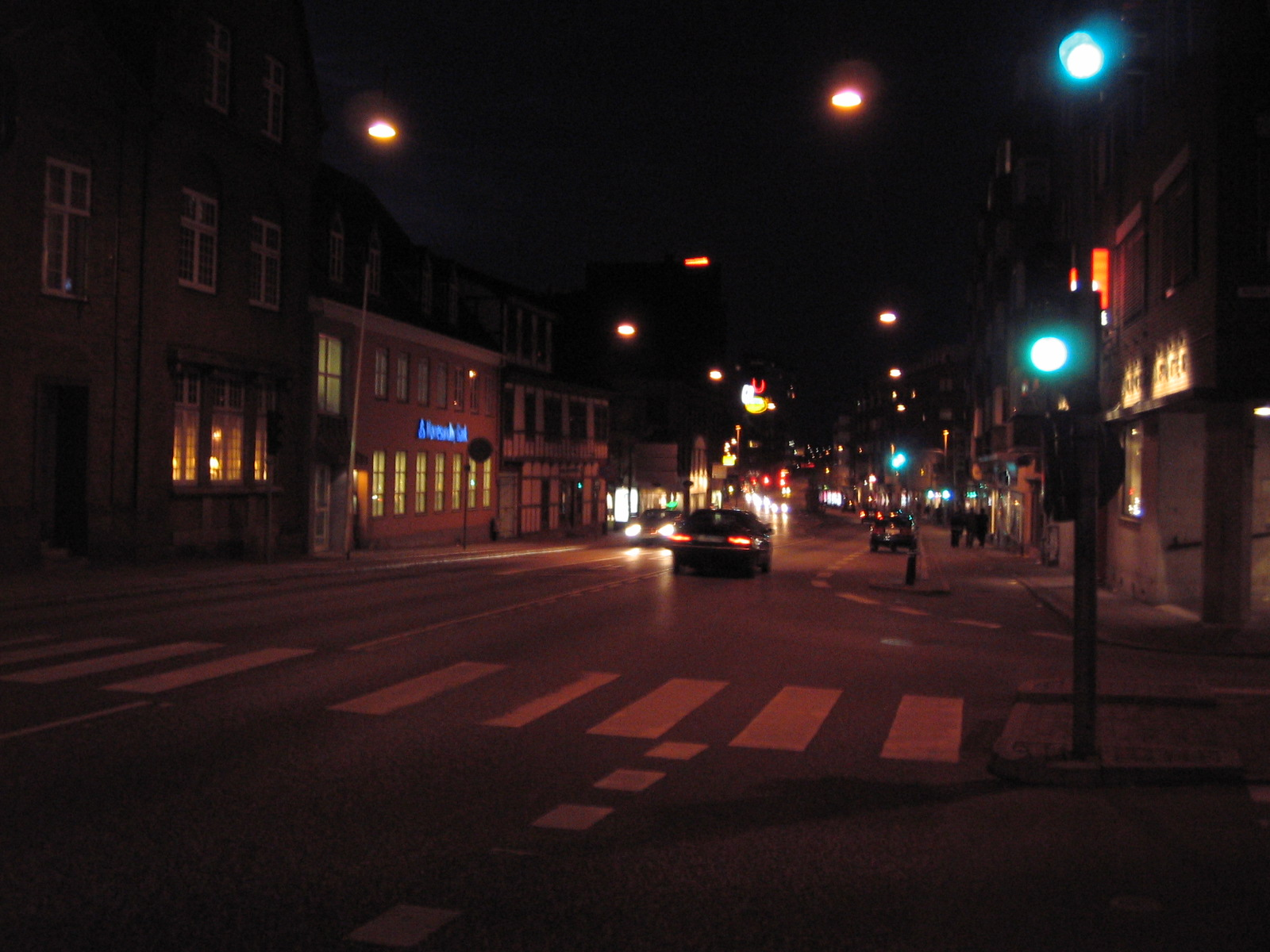
Aalborg de noche.

La importancia de la industria de Aalborg comenzó a declinar en la década de 1970, lo que precipitó una caída de la población de la ciudad, hasta cerca de 1990, cuando comenzó a aumentar de nuevo. Para el año 2000, los sectores de servicios y educación representaron alrededor del 60 % de los trabajos, en parte como resultado de la fundación de la Universidad de Aalborg en 1974. Desde 1970, Aalborg y el suburbio norte de Nørresundby se han convertido en un importante centro administrativo, gracias en parte a las oficinas de la Jutlandia Septentrional establecidos en el este de la ciudad. Además de las grandes empresas industriales, incluyendo Aalborg Portland, la única empresa productora de cemento en el país, y la compañía de productos de construcción Eternit, muchas pequeñas y medianas empresas han sido establecidas. El sector de las telecomunicaciones y la tecnología de la información se ha desarrollado con el apoyo de la Universidad de Aalborg y el parque de los conocimientos del Norte de Jutlandia NOVI.
Se adoptó la Carta de Aalborg, que proporciona un marco para la entrega de desarrollo sostenible local y hace un llamamiento a las autoridades locales a participar en los procesos locales de Agenda 21. La Cuarta Conferencia Europea de Ciudades y Pueblos Sostenibles se celebró en Aalborg en 2004, y se adoptaron los Compromisos de Aalborg más vinculantes en el desarrollo sostenible local. Los compromisos han sido firmados por 650 autoridades locales, mientras que más de 2500 han firmado la Carta de Aalborg anterior.

## Geografía
Aalborg está al norte de Jutlandia (noroeste de Dinamarca), en el punto más estrecho del fiordo de Lim, que separa la isla del Norte (Vendsyssel-Thy) del resto de la península de Jutlandia y conecta Aalborg con Kattegat unos 35 km (22 millas) al este.
El área que está cerca de la línea de costa es de baja altitud, con una elevación promedia de cerca de 5 m (16 ft), pero hay muchas colinas en los alrededores de la ciudad, algunas llegando a más de 60 m (200 ft). La región de Himmerland al sur todavía tiene un número de páramos que alguna vez formaron una vasta zona de brezal que se extiende 35 km (22 millas) al Bosque Rold cerca de Arden. Lille Vildmose, al sureste, se declaró el bosque más grande de alto páramo en Norte-Europa occidental.

### Clima
Aalborg es fresco la mayor parte del año, con temperaturas medias de alrededor de 20 °C (68 °F) y mínimas de 11 °C (52 °F) durante el verano, y una temperatura media de −3 a 2 °C (27 a 36 °F) durante los meses más fríos de enero y febrero, que no son inferiores a −10 °C (14 °F). Los meses más cálidos son julio y agosto, con una temperatura promedio de 16 °C (61 °F), pero en octubre las temperaturas bajan a 9 °C (48 °F). En junio cuenta con el mayor número de horas de sol en promedio. La precipitación se distribuye de manera uniforme y no durante todo el año, con un promedio de 76 mm (3 in) durante octubre, normalmente el mes más lluvioso con un promedio de 14 días con precipitaciones, y un promedio de 35 mm (1 in) y durante febrero, normalmente el mes más seco, con un promedio de ocho días de precipitación, seguido de cerca por abril.

## Política
El gobierno cívico en Aalborg consiste en siete departamentos: Departamento de la Alcaldía (responsable de la posición titular, los cuatro Centros de Atención al Ciudadano en Aalborg, la División de Servicios Financieros, la División de Servicios Comerciales, la División de Servicios Generales, y el fuego y Centro de Rescate); el Departamento Técnico y Ambiental (responsable de la planificación urbana, la vigilancia del transporte, los de la División Ambiental División de Parques y Naturaleza, y); el Departamento de Familia y Empleo (responsable de servicios para Niños y Familia, los servicios sociales, y el "Centro de Trabajo") de la Ciudad; el Departamento de cuidado de Ancianos y Discapacitados (responsable de las prestaciones sociales, la atención de la tercera edad y atención ciudadana discapacitados); el Departamento de Educación y Asuntos Culturales (responsable de las escuelas municipales, las bibliotecas públicas, la División de Asuntos Culturales, y los archivos de la ciudad); el Departamento de Salud y Desarrollo Sostenible (responsable de la salud pública, la salud y Seguridad Ocupacional de la División, la División de Transporte Público, y la División de Desarrollo Sostenible); y el Departamento de Servicios Públicos (responsable de gas, calefacción, agua, alcantarillado y recogida de basuras) [50].
El Ayuntamiento de Aalborg consta de 31 miembros, entre ellos el alcalde. A partir de septiembre de 2013, 11 de los asientos del consejo se llevan a cabo por el Partido Social Demócrata, nueve por Venstre, Partido Popular Socialista, dos por el Partido Popular Danés, y dos por el Partido Conservador Popular, mientras que tres miembros se profesaban los independientes. El Consejo tiene el mandato de mantener un mínimo de dos reuniones al mes, con las reuniones de un formato de foro público.

## Demografía
Aalborg fue la ciudad más grande de Jutlandia hasta que fue superado por Aarhus a mediados del siglo XIX. En 1672, tenía 4181 habitantes, creciendo lentamente durante el siglo XVIII, con 4425 en 1769 y 4866 en 1787 y 5579 por 1801. Para 1845, había 7477 habitantes, aumentando a 10 069 por el año 1860. El dramático crecimiento comenzó a finales del siglo XIX, con un incremento de 14 152 en 1880 a 31 457 en 1901. En 1930, la población había crecido a 59 091, aunque la cifra se vio impulsado por la fusión de Nørre Tranders, Rørdal Fabriksby, Øster Sundby y Øster Uttrup en Aalborg. En 1950 alcanzó 87 883, que creció a 100 587 en 1970. Hubo una disminución temporal de la población a 94 994 en 1976, pero en 1981 tras la incorporación de Nørresundby, creció a 114 302. De acuerdo con el censo del 1 de enero de 2009, Aalborg tenía un total de 122 461 habitantes, 101 497 de ellos viven en la ciudad y 20 964 en el suburbio de Nørresundby independiente. A partir de 2013, la ciudad tiene un total de 128 644 habitantes, por lo que es la cuarta más poblada de Dinamarca después de Copenhague, Aarhus y Odense. Las estadísticas mostraron que hay 203 448 personas que viven en el municipio de Aalborg.

## Economía
Aalborg es un importante centro industrial y comercial del norte de Jutlandia, la exportación de granos, cemento, y licores. La industria pesada estaba detrás de la prosperidad de la ciudad hasta hace muy poco. Muchas de las fábricas han cerrado, para ser reemplazadas por la evolución de los sectores industriales basados en el conocimiento y la energía verde. Industrias de las comunicaciones inalámbricas y móviles han crecido sustancialmente desde la década de 1990, ya que la producción tiene rotores para aerogeneradores.
En enero de 2011, había unos 9200 empresas en Aalborg, que emplea a unas 109 000 personas, aproximadamente el 35 % de la fuerza laboral de la Región Norte. En la década de 2010, la ciudad se encuentra en el aumento de su participación en la economía global a través de dos empresas existentes y los nuevos entrantes. Sus esfuerzos se centran en cuatro áreas: energía y medio ambiente, tecnologías de la información, sistemas de apoyo a la salud y el "negocio del Ártico." El comercio de estos últimos cubiertas con Groenlandia como Aalborg maneja más del 60 % de todas las mercancías enviadas a Groenlandia. Cuatro puertos salpican la costa, Marina Fjordparken, Skudehavnen, Vestre Badehavn, y Østre Havn. El turismo está creciendo, con un aumento considerable en el número de pasajeros en el aeropuerto de Aalborg. Aalborg tiene los segundos mayores ingresos de Dinamarca por el turismo y es el único municipio en el norte de Dinamarca, donde las pernoctaciones aumentan.

## Industria
La economía de la ciudad está basada en la pesca del arenque, así como en las industrias cementeras, de maquinaria agrícola y las destilerías ubicadas en la zona. También destacan los astilleros y el puerto. En los últimos años se está desarrollando con fuerza la industria de las telecomunicaciones.

## Religión
La religión principal en Aalborg como en el resto de Dinamarca es el cristianismo. Aalborg es la sede de un obispo dentro de la Iglesia Luterana del Estado de Dinamarca. La catedral de este obispado es la Iglesia Budolfi, construido originalmente en 1132 a más tardar, de Viborg. Esta iglesia fue considerablemente más pequeña que el actual, ya que no era más que una iglesia parroquial. La estructura existente se completó a finales del siglo XIV, en los terrenos de la antigua iglesia, y fue incluido por primera vez en el Atlas de Dinamarca en 1399. La iglesia lleva el nombre de San Botolph, un abad inglés y santo. La iglesia está construida en el estilo gótico. En 1554 Aalborg se hizo una diócesis y, tras el examen, la Iglesia de San Budolfi se elevó a sede episcopal de Aalborg. Aalborg es la sede de una antigua iglesia católica, la Abadía de Nuestra Señora, convertida en iglesia a partir de un convento benedictino.

## Educación
La universidad más importante de Aalborg es la Universidad de Aalborg, fundada en 1974. Tiene más de 17 000 estudiantes y más de 3000 empleados. En 2012, 3000 nuevos estudiantes comenzaron en la universidad. En 1995 se fusionó con Esbjerg. una universidad de ingeniería.
El Colegio de la Universidad del Norte de Dinamarca es una de las siete nuevas organizaciones regionales (professionshøjskoler) de diferentes sitios de estudio en Dinamarca que ofrecen cursos normalmente a nivel de la licenciatura. La Real Escuela de Bibliotecología y Ciencias de la Información (RSLIS) proporciona la educación superior en biblioteconomía y documentación; Uno de sus dos departamentos de Aalborg. Con cerca de 4500 estudiantes por año y 700 empleados, El Tech College de Aalborg ofrece un amplio espectro de la formación profesional y se ejecuta el Aalborg Tekniske Gimnasio. El Aalborg Business College proporciona la formación básica en el comercio minorista y el comercio de las empresas privadas y el sector público, con el que los cursos cubren tecnología de la información, la economía, las ventas y la comunicación, y lenguas.
La isla de Egholm contiene el ex Egholm Skole, que fue cerrada en 1972 cuando se estableció un servicio de ferry a Aalborg y los niños de la isla comenzó a asistir a la Vesterkæret Skole en Aalborg. Hoy en la vieja escuela en Egholm se ejecuta como un campamento de la escuela por la ciudad de Aalborg, con 18 camas y las instalaciones para 60 personas. El Skipper Clemente International School es una escuela privada para niños de entre 6 y 16. El departamento internacional lleva a cabo sus clases en inglés, el primero en establecerse en la península de Jutlandia, pero el departamento educa en danés, al igual que las escuelas públicas en Dinamarca.

## Deporte
La ciudad es la sede del club deportivo Aalborg BK, fundado en 1885 y conocido como "AaB" para abreviar. Este club ganó el campeonato danés de fútbol (Superliga) cuatro veces en los últimos años (1995, 1999, 2008, 2014). El equipo se clasificó para la fase de grupos de la Liga de Campeones de la UEFA 1995-96 y 2008-09 temporadas. Aalborg Chang es una asociación de aficionados del club de fútbol danés, anteriormente conocido como FC Nordjylland.
Aalborg Tennisklub Kastetvej se encuentra a lo largo de la carretera en el centro de Aalborg. Cerca de 10 km (6.2 millas) al suroeste de la ciudad, cerca de la aldea de Restrup Enge esta el Aalborg Golf Klub. Aalborg Golf Klub es el segundo club más antiguo de Dinamarca, y se estableció originalmente en 1908 en el este de parte de Aalborg. En 1929 se trasladó a Sohngaardsholm, pero 30 años más tarde el curso tuvo que moverse de nuevo debido a los desarrollos con la universidad.
El 11 de septiembre de 1977 Aalbord acogió la Final del Campeonato del Mundo de Long Track. La final fue ganada por el piloto sueco Anders Michanek. Él derrotó al Alemán Occidental Hans Seigl y al héroe danés Ole Olsen.

## Transporte
El Aeropuerto de Aalborg se encuentra a 6 km (3.7 millas) al noroeste del centro de la ciudad. Con sus dos pistas de aterrizaje, cuenta con 20 rutas directas a destinos en Dinamarca, Noruega, los Países Bajos, el Reino Unido, España y Turquía, junto con vuelos de temporada adicionales a destinos españoles y las Islas Feroe. Procesado 1,4 millones de pasajeros al año, el tercer aeropuerto más grande de Dinamarca. La base aérea de Aalborg, es una importante instalación de la Fuerza Aérea Danesa, ocupa parte de la zona del aeropuerto extensiva. El puerto de Aalborg es el principal importador y exportador de Dinamarca, operado por Aalborg Havn a / S en el fiordo de Lim. Dos puertos privados adicionales que sirven a la fábrica de cemento son el Aalborg Portland A / S, y la central, Vattenfall A / S.
La estación de tren principal de la ciudad es la estación de tren de Aalborg. Abrió sus puertas en 1869, cuando se inauguró el ferrocarril de Randers. El edificio de la estación original fue diseñado por la APN Holsoe, y fue inaugurado en 1902, y diseñado por Thomas Arboe. La estación de tren de Aalborg es operado por Banedanmark y OSD. Otras estaciones de tren en la estación de Aalborg son Skalborg, Estación Vestby Aalborg y la estación de Lindholm. Hay servicios regulares de autobuses que cubren el interior de la ciudad, así como la zona urbana más amplia.
El ciclismo es relativamente popular en Aalborg. Las estadísticas para el año 2012 indican un 44 % de la población utiliza bicicletas varias veces a la semana, mientras que el 27 % va en bicicleta a trabajar. Las autoridades municipales esperan aumentar con el uso de la bicicleta a través de mejores pistas para y aparcamientos, así como servicios de apoyo mejoradas. Las bicicletas de la ciudad se proporcionan de forma gratuita en Aalborg y Nørresundby de abril a noviembre con numerosas cabinas a lo largo de la zona.

## Cultura

### Carnaval en Aalborg

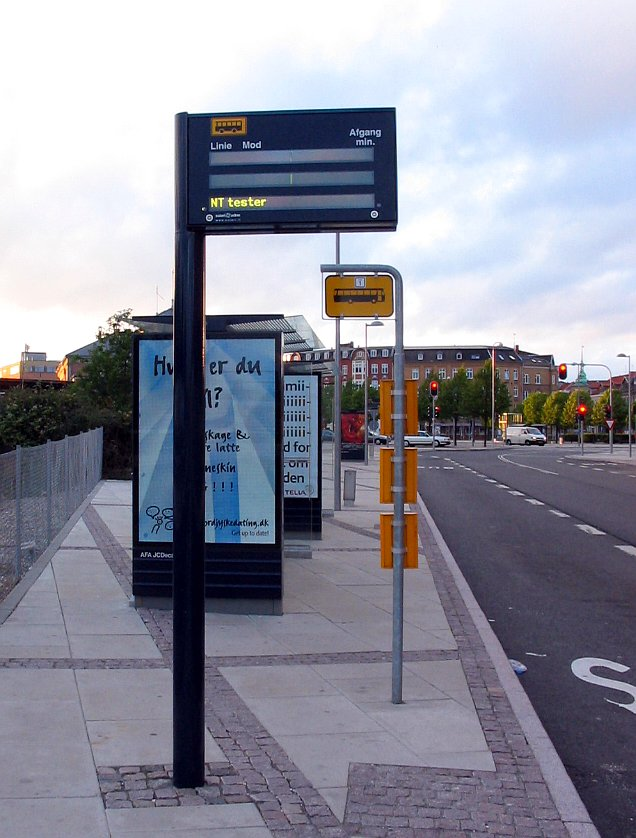
Parada de autobuses en Aalborg.

El carnaval se realiza anualmente en este lugar el 27 y 28 de mayo.
Durante el carnaval Aalborg recibe entre 15 000 y 20 000 personas (en 2001, 15.400). El 27 de mayo "La Batalla de las Bandas de Carnaval" es emocionante y colorido durante la tarde con desfiles aunque la ciudad esta con los grupos participantes quienes compiten por guiar al grupo al carnaval.
El carnaval finaliza el 28 de mayo, día en que el centro de la ciudad se llena de vida. Las calles están llenas con gentes vestidas alegremente quienes saltan con humor. En Kilde Park los conciertos son vistos en varios escenarios durante toda la medianoche. El carnaval finaliza con una exhibición de fuegos artificiales en el puerto.

## Arquitectura y atracciones turísticas
El Castillo de Aalborg (Aalborghus Slot) y algunas casas pintorescas del siglo XVII permanecen en el centro de la ciudad. El castillo media-viga fue construido en 1550 por el Rey Cristián III, y se convirtió en las oficinas de administración del gobierno en la década del 50 en el siglo XX.
La Iglesia Budolfi, la catedral que fue fechada durante la mitad del siglo XVIII, denominada Vor Frue Kirke (Iglesia de Nuestra Señora) se quemó parcialmente en 1894. Los cimientos de ambas iglesias provienen del siglo XIV o de mucho antes.
También se encuentran aquí un antiguo hospital y el Museo de Aalborg, obra del arquitecto Alvar Aalto.
En el norte al costado del Limfjord está Nørresundby, que se conecta con Aalborg por una carretera y un puente ferroviario de hierro. Nørresundby es el sitio del Lindholm Høje, un asentamiento y un cementerio de los germanos de la Edad de Hierro y de tiempos de los vikingos. Hay también un museo en el lugar.
Aalborgtårnet. Una torre trípode fue erigida en 1933. A la torre más alta se le dio una exquisita vista sobre el fiordo y la ciudad de unos 105 metros sobre el nivel del mar.

## Relaciones internacionales
Aalborg mantiene su cultura, economía y educación unidamente con Edimburgo, Escocia.

### Ciudades hermanadas
Aalborg tiene un total de 33 hermanamientos, el mayor número entre las ciudades de Dinamarca:
- Almere, Flevoland, Países Bajos.
- Antibes, Provenza-Alpes-Costa Azul, Francia.
- Büdelsdorf, Schleswig-Holstein, Alemania.
- Bodrum, Turquía.
- Edimburgo, Escocia, Reino Unido.
- Fredrikstad, Østfold, Noruega.
- Fuglafjørður, Islas Feroe.
- Galway, Irlanda.
- Gdynia, Pomerania Polonia.
- Haifa, Israel.
- Hefei, Anhui, China.
- Innsbruck, Tirol, Austria.
- Ittoqqortoormiit, Groenlandia.
- Kaliningrado, Noroeste, Rusia.
- Karlskoga, Vermelandia, Suecia.
- Lancaster, Inglaterra, Reino Unido.
- Lerum, Vestrogotia, Suecia.
- Liperi, Karelia del Norte, Finlandia.
- Norðurþing, Islandia.
- Nuuk, Groenlandia.
- Orsa, Dalarna, Suecia.
- Orust, Västra Götaland, Suecia.
- Ośno Lubuskie, Voivodato de Lubusz, Polonia.
- Pushkin, Noroeste, Rusia.
- Racine, Wisconsin Estados Unidos.
- Rapperswil-Jona, San Galo, Suiza.
- Rendalen, Hedmark, Noruega.
- Rendsburg, Schleswig-Holstein, Alemania.
- Riga, Letonia.
- Riihimäki, Tavastia Propia, Finlandia.
- Solvang, California Estados Unidos.
- Tulcea, Rumania.
- Varna, Bulgaria.
- Vilna, Lituania.
- Wismar, Mecklemburgo-Pomerania Occidental, Alemania.

## Otra información
La ciudad tiene un equipo de fútbol, baloncesto, balonmano que juega en la Superliga Danesa, el Aalborg Boldspilklub, en la cual es conocido como AaB.
En Aalborg se encuentra una de las principales calles peatonales de Europa: Jomfru Ane Gade, a lo largo de la cual se encuentran varios restaurantes, bares, pubs, discotecas y otros sitios de entretenimiento, así como casas con entramados, algunas de estilo Renacentista. Cerca de esta calle también se encuentra la catedral, en cuya plaza esta la StudentHouse (studenhuset), en este local se reúnen los estudiantes y trabajadores extranjeros los miércoles a la tarde.